# 新斯維特 (赫爾松州)
46°29′21″N 34°52′23″E / 46.48917°N 34.87306°E
新斯維特（烏克蘭語：Новий Світ）是位於烏克蘭南部的村莊，由赫爾松州海尼切斯克區的海尼切斯克市镇負責管轄。該村面積8.37平方公里，海拔高度26米，2001年人口28，人口密度每平方公里3.35人。